# Cratere Zerine
Zerine  è un cratere sulla superficie di Venere.